# Байшо (остров)
Байшо (порт. Ilhéu de Baixo) — группа необитаемых островов в составе Азорских островов. Находится в 1,1 км на юго-восток от острова Грасиоза. Состоит из 2 островов, которые представляют собой сильно разрушенные эрозией остатки древних вулканов. Вершины скал являются убежищем для важных растительных сообществ. На островах находится несколько мелких бухт. На побережье имеется источник термальной воды. Влияние человека на Байшо очень малое, и поэтому на нём гнездятся морские птицы. Для их сохранения был создан Sítio de Importância Comunitária Ilhéu de Baixo, Restinga.
Площадь 72 га. Максимальная высота 150 м.
Острова большей частью состоят из скал с растительностью каменистых отмелей и эндемичной макаронезийской флорой.
Добраться до Байшо можно только на лодке. Эти меры созданы во избежание активного посещения туристов.